# Stethynium latipenne
Stethynium latipenne är en stekelart som beskrevs av Girault 1913. Stethynium latipenne ingår i släktet Stethynium och familjen dvärgsteklar. Inga underarter finns listade i Catalogue of Life.